# Тайгете (спутник)
Тайгете (др.-греч. Ταϋγέτη) — нерегулярный спутник планеты Юпитер с обратным орбитальным обращением.
Названа именем Тайгеты, одной из плеяд в древнегреческой мифологии.
Также обозначается как Юпитер XX.
Принадлежит к группе Карме.

## История открытия
Тайгете была открыта группой учёных Гавайского университета под руководством Скотта Шеппарда в серии наблюдений, начиная с 25 ноября 2000 года.
Дополнительные наблюдения были произведены 12—13 октября 2001 года.
Сообщение об открытии сделано 5 января 2001 года.
Спутник получил временное обозначение S/2000 J 9.
Собственное название было присвоено 22 октября 2002 года.